# 维斯基卢坎
维斯基卢坎（西班牙語：Huixquilucan）是墨西哥墨西哥州的城市，位於該國中部，始建於1846年10月21日，面積143.5平方公里，海拔高度2,800米，每年平均降雨量1,100毫米，2005年人口224,042。

## 外部連結
- Gobierno de Huixquilucan （页面存档备份，存于） Official website